# 吉利豪越
吉利豪越（代號VX11）是中國汽車製造商吉利汽車於2020年起製造的一款中型跨界休旅車，亦是吉利第一輛中大型跨界休旅車。

## 簡介

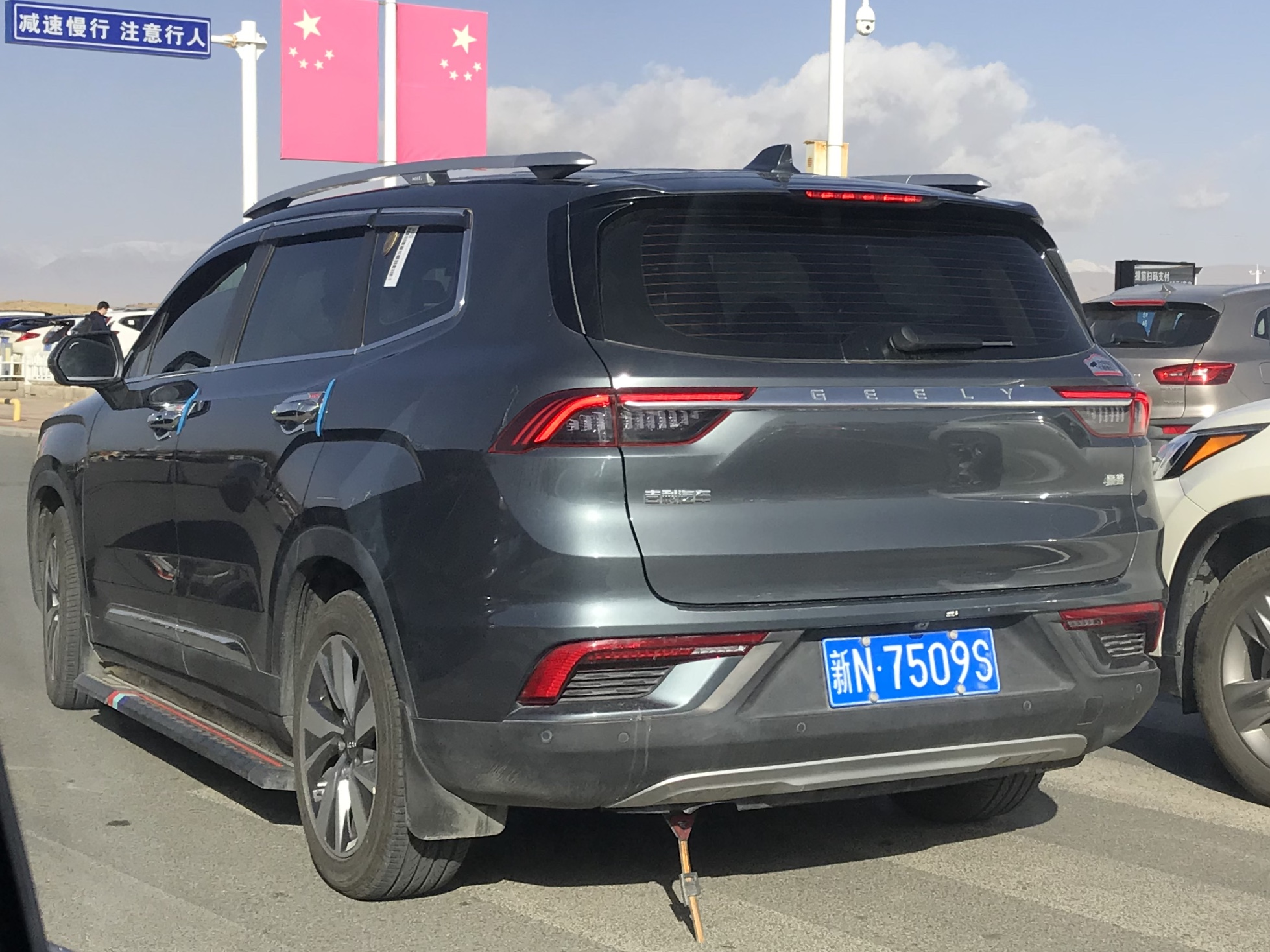
後視圖

吉利豪越於2020年4月28日在浙江省杭州市首次展出，配備七速雙離合變速箱及前驅、四驅的選項，引擎則為1.9升的四缸汽油引擎，能產生181馬力（184 PS）及300 Nm（221 lb-ft）的扭力，最高時速為190km/h。

### 爭議

#### 廣告侵權疑雲
中國航空工業集團於2020年7月公開指責吉利汽車於吉利豪越的廣告宣傳片中未經其許可而使用運-20的飛機肖像宣傳，涉嫌違規並侵犯版權，引起廣泛關注。吉利汽車後來亦在其官方微信公眾號發表聲明，稱吉利豪越宣傳片中出現的涉車飛機素材型號並非「運20」，而是通過「正規渠道」所購得的正版圖像素材，是正當的版權使用，並未有侵犯版權，純屬誤會。

### 銷量
| 月份      | 銷量（輛） |
| --------- | ---------- |
| 2020年6月 | 614        |
| 2020年7月 | 2844       |
| 2020年8月 | 3598       |